# ریکیا اوتاکا
ریکیا اوتاکا (انگلیسی: Rikiya Otaka؛ زادهٔ ۲۷ اوت ۱۹۹۱) بازیگر اهل ژاپن است. وی بین سال‌های ۱۹۹۶ تا ۲۰۰۶ میلادی فعالیت می‌کرد.
از فیلم‌ها یا برنامه‌های تلویزیونی که وی در آن نقش داشته‌است می‌توان به حلقه (فیلم ۱۹۹۸)، حلقه ۲ اشاره کرد.